# Estádio Urbano Caldeira
Estádio Vila Belmiro (oficjalna nazwa Estádio Urbano Caldeira) – stadion piłkarski w Santos, São Paulo, Brazylia, na którym swoje mecze rozgrywa klub Santos FC.
Nazwa stadionu została nadana ku pamięci Urbano Caldeira, który był zawodnikiem, managerem i prezesem klubu.

## Historia
1916 – inauguracja; strzelcem pierwszej bramki jest Adolfo Millon Jr. zawodnik Santos FC
1931 – instalacja oświetlenia
1964 – zawala się trybuna w wyniku czego 181 osób odnosi obrażenia
20 września 1964 – rekord frekwencji
21 listopada 1964 – Pelé zdobywa 8 bramek podczas meczu pomiędzy Santos FC a Botafogo, wygranego przez gospodarzy 11-0
2 października 1974 – ostatni mecz Pelé na Vila Belmiro
1996 – modernizacja stadionu
27 marca 1997 – reinauguracja
27 stycznia 1999 – instalacja nowego oświetlenia